# Озброєння УПА
Озброєння УПА — холодна та стрілецька зброя, якою послуговувалися вояки УПА в своїх військових офензивах.
Від самих початків, озброєння Української Повстанської Армії, по більшій мірі, було здобуто у вигляді трофеїв в пануючих на цих теренах військових формувань (Польщі, Німеччини, СРСР). Практику здобуття свого озброєння члени УПА взяли у своїх попередників з Української військової організації, крім того, лісові хлопці зчаста діяли як «Летюча Бригада», експропріюючи кошти та реманент і за їх рахунок купували в населення чи чиновників необхідне їм озброєння.

## Методика здобуття
Загалом, централізованого постачання зброї в загони УПА не існувало. Більшості відділів доводилося самотужки здобувати собі військовий реманент — в цьому була вада всього формування, але й перевага, оскільки більшість учасників руху опору уже з самих початків отримували бойове хрещення. Лише коли відділи розросталися в окремі військові угруповування — то їх керівництво формувало групи, які окремо займалися здобуттям зброї, маючи на це відповідні навички та практику.
Маючи таке «вступне» озброєння, відділок УПА, зазвичай, організовував наскоки на пункти німецького «шуцмашнафт», або ж учиняли засідки на німецький транспорт зброї і таким чином здобували собі модерної німецької зброї та запасів амуніції до неї. Цей спосіб описав один із завзятих противників УПА, «євангельський проповідник» П. Хуртовина у своїх споминах «Під небом Волині»:

| До менших міст німці довозили різне постачання для своєї поліції тільки тягаровими автами. Але таке постачання було дуже ризиковне. Одного разу до нашого міста також їхало кілька авт, наладованих зброєю й харчами і їхали в супроводі кількох панцерників. Дорога була висаджена старими чіхратими липами і тополями. А біля дороги ліс. Повстанці зробили там засідку. Одні засіли за кущами, інші повилазили на липи біля дороги. Коли німецькі авта над'їхали, повстанці відкрили вогонь, а ті, що були високо на липах, кидали на землю гранати. І ні одне авто не доїхало до міста, а все що там було, дісталося в руки повстанців. |

### Зброярні
Оскільки перші загони УПА формувалися за рахунок старих зразків озброєння, що залишилося ще з часів Першої світової війни, то їх учасникам довелося стикнутися з проблемою боєприпасів для зброї (оскільки в тодішніх військах уже не існувало такого реманенту, а відповідно і не випускалися патрони відповідного калібру). Тому більшість старих зразків зброї треба було направляти, «модернізувати», переробляти й допасовувати нові частини. З тих пір, в кожному загоні було кілька метикуватих та майстровитих бійця, які могли дати собі раду з військовим реманентом. А з часом, коли ці загони розрослися в чисельні формування — довелося формувати при них відділи «зброярень», що займалися ремонтом і пристрілкою вогнепальної зброї.
Приклади переробки озброєння:
- старі крісові цівки (гвинтівки) переробляли на пістолі, придатні до 9-мм набоїв з німецьких автоматів,
- з старих артилерійських стрілен (снарядів) робилися міни та гранати,

## Фізична підготовка
В УПА існувала також система фізичної підготовки бійців яка була запозичена з інших армій, так як багато командирів УПА були офіцерами чи проходили відповідну підготовку старшинського, сержантського, або рядового складу. В систему фізичної підготовки входив комплекс силових вправ, поєднаних із розминкою перед ними і після них, здіснюваних на відкритому повітрі, так як під час фізичних навантажень тіло нагрівається, після чого знову охолоджується, в процесі чого м'язи стінок судин розширюються, а потім знову звужуються, внаслідок чого тренується не тільки м'язова, але й кровоносно-серцева система, проходить «легке загартовування», в закритому приміщенні цього ефекту важко досягти, воно є не настільки радикальним, як контрастний душ чи обливання холодною водою. Залежно від інтервалу між вправами (віджимання від підлоги, прес, тощо.) дві-дві з половиною хвилини вони робляться на силу, одна хвилина на витривалість. Під час початку виконання вправ — руху тіла вверх при (підтягуванні на перекладені, віджиманні від підлоги, виконанні пресу, тощо) робиться сильний і глибокий видих носом. А вдих ротом при опусканні під час підтягування на перекладені, віджиманні від підлоги, пресу інших легкоатлетичних вправ, вдих мав бути не таким сильним як видих. Виконувались вправи в три підходи, під час виконання другого підходу вправа виконувалась найбільшу кількість разів, їх кількість можна охарактеризувати за принципом «скільки зможу і ще так раз», звичайно на початках такий принцип не діяв.
В систему також входили прийоми рукопашного бою, поєднані з гімнастичними вправами (підйом переворот на перекладині, вихід на одну руку тощо), та з застосуванням зброї при цьому.
Важливе значення під час фізичної підготовки має харчування. Добова норма жирів білків вуглеводів макро- та мікроелементів, кальцію магнію, цинку, тощо залежить від: віку, росту, навантажень, які виконує людина. Необхідно враховувати що деякі елементи — наприклад, кальцій не може засвоюватись без вітаміну D та жирів, а деякі  амінокислоти ми отримуємо тільки з м'яса. Тому необхідно було дотримуватись елементарних правил харчування, відомих кожному з дитинства: вживання перших, других, третіх страв, використовування круп, супів, хліба, овочів та фруктів. Бійці УПА змушені були виконувати затяжні нічні переходи по пересіченій місцевості, лісі, горах, тощо, сучасній людині в таких умовах легко розтягнути м'язи зв'язки чи отримати іншу травму, тоді це були рідкісні випадки. Це, зокрема, пов'язано з широким застосування в сучасному сільському господарстві  азотних добрив, що змінюють хімічний склад рослин, вимиваючи звідти метали: залізо, магній й інші елементи та застосуванням антибіотиків у тваринництві.

## Зразки озброєння
Все озброєння вояків УПА було трофейним й здебільшого являло собою німецькі, російсько-радянські, угорські та австрійські (ще з часів 1-ї світової війни).

### Карабіни та гвинтівки
- Радянська 7,62 мм. гвинтівка Мосіна-Нагана зразка 1891/30.
- Радянський 7,62 мм. карабін Мосіна зразка 1938 року.
- Радянський 7,62 мм самозарядній карабін Токарева.
- Радянська 7,62 мм автоматична гвинтівка Сімонова зразка 1936 р. АВС-36.
- Радянська 7,62 мм самозарядна гвинтівка Токарєва СВТ-38.
- Радянська 7,62 мм самозарядна гвинтівка Токарєва СВТ-40.
- Німецька 7,92 мм. гвинтівка системи Маузер 98к.
- Німецька самозарядна 7,92 мм. гвинтівка конструкції Вальтера G-43(W).
- Угорська 8 мм. гвинтівка М-43 (модифікація австрійського зразка 1895 року конструкції Штаєр-Манліхера.)

### Пістолети-кулемети
- Радянський пістолет-кулемет ППД-34/40 («фінка»).
- Радянський пістолет-кулемет ППШ-41 («папашка»).
- Радянський пістолет-кулемет ППС-43 («песик»).
- Німецький пістолет-кулемет MP-28 конструкції Бергманна.
- Німецький пістолет-кулемет EMP-35 «Ерма-MP» конструкції Фольмера.
- Німецький пістолет-кулемет МР-35 конструкції Бергманна.
- Німецький пістолет-кулемет MP-38 конструкції Фольмера.
- Німецький пістолет-кулемет MP-40 конструкції Фольмера.
- Німецький пістолет-кулемет MP-41 конструкції Шмайсера.
- Угорський пістолет-кулемет 39.М конструкції П.Кіралі

### Автомати (штурмові гвинтівки)
- Німецький автомат Mkb-42(H).
- Німецький автомат MP-43.
- Німецький автомат MP-44, він же StG-44, т.з. «Штурмгевер»

### Ручні кулемети
Ручні кулемети були на комплектації в УПА — один на рій (10-15 бійців), крім того, декотрі повстанці, здобувши трофейного кулемета, залишали його собі.
- Кулемет ДП-27 — радянський ручний кулемет розроблений Василем Дегтярьовим, використовувався як основне озброєння вогневої підтримки піхотинців (нижчої ланки — взводу/роти). Магазин вміщав 47 патронів калібру 7,62 мм, скорострільність — 80 пострілів за хвилину, прицільна відстань — 1500 м. Кулемет не мав режиму одиночних пострілів, але досвідчений стрілець міг це робити завдяки низькій скорострільності та був невибагливим до змащування і надійним у бою.
- MG-34 → німецький ручний кулемет розроблений компанією Rheinmetall AG, використовувався як основне озброєння піхотинців (а також в танкових та зенітних військах). Патрони калібру 7,92 мм подавались за допомогою гнучкої металевої стрічки на 50-250 штук або з магазина на 75 штук. Бойова скорострільність — 120 пострілів за хвилину, прицільна відстань — 2000 м. Особливість кулемета — наявність режиму одиночних пострілів. Вважався у Вермахті універсальним кулеметом (для різних родів військ).
- 31M Солотурн — угорський ручний кулемет виготовлений за ліцензією Solothurn S2-100 Modell 1930 швейцарської компанії «Солотурн», використовувався як основне озброєння угорських піхотинців (гонведів). При великій бойовій скорострільності (150 пострілів за хвилину) боєзапас вилітав за лічені секунди, тому кулеметник мусив мати кілька заряджених запасних магазинів. Особливість кулемета — наявність режиму одиночних пострілів і використання патронів (8 мм) ще австрійського виробництва. Повстанці нарекли його «Сурою» і вважали непоганою зброєю з єдиним недоліком — надто маломістким секторним магазином бокового розміщення (25 патронів).

### Протипанцерні (протитанкові) рушниці та гранатомети
- Радянська протитанкова рушниця Дегтярьова ПТРД-41.
- Радянська протитанкова рушниця системи Сімонова ПТРС.
- Німецька протитанкова рушниця Panzerbüchse 39.
- Німецькі протитанкові динамореактивні гранатомети Panzerfaust, т.з. «Фаустпатрони».
- Німецький 30 мм гвинтівочний гранатомет Gewehrgranatgerät.

### Артилерія
- Німецький 51 мм міномет 5 cm leGrW 36.
- Німецький 81 мм міномет 8 cm sGrW 34.
- Німецький 120 мм міномет 12 cm Granatwerfer 42.

Різноманітні німецькі та радянські гармати калібру 37 мм, 45 мм, 47 мм, 50 мм, 75 мм, 76 мм використовувалися рідко та епізодично.

### Реактивна зброя
- Німецька 159 мм реактивна міна 15 cm Nebelgranate.
- Німецька 210 мм ракета 21 cm Wurfgranate.

Використовувалися в боях на Закерзонні в 1945—1948 рр.

### Ручні гранати
Ручні гранати — були зброєю індивідуального використання, всі були трофейними. На перших порах більше було німецького виробництва, оскільки повстанці налагодили тісну співпрацю з німецькими і особливо мадярськими та словацькими інтендантами — викуповуючи та вимінюючи їх.
- Граната РГ-42 — радянська ручна граната, розроблена С. Г. Коршуновим у 1941 році. Вага — 420 г, радіус дії осколків — 25 метрів, використовувалась і в обороні, і в атаці, зарекомендувала себе надійною зброєю (до сіх пір перебуває на озброєнні Збройних сил України).
- Граната Ф-1 — радянська ручна граната конструкції Федора Хромеєва створена за французьким зразком. «Репанку» (так нарекли її повстанці) можна було використовувати лише з-за укриття, оскільки радіус дії осколків сягає 200 метрів (в країнах СНД перебуває на озброєнні і донині).
- Stielhandgranate 24 — німецька ручна граната M-24, через її характерну форму іронічно називали «макогоном», радіус дії осколків — 25 м.
- Model 39 Eihandgranate — німецька ручна граната «M-39». Вага — 220 г, радіус дії осколків — 25 м

### Револьвери та пістолети
- Австрійський 9 мм. Штаєр М12 Steyr M1912
- Російський 7,62 мм револьвер системи Наган.
- Радянський 7,62 мм пістолет ТТ.
- Бельгійський 9 мм пістолет системи Браунінга «Хай Пауер» з 1940 р. позначався німцями як Р-626(в)
- Німецький 7,65 мм пістолет системи «Вальтер» PP
- Німецький 9 мм пістолет системи «Вальтер» P-38
- Німецький 9 мм пістолет системи «Люгер-Парабелум» Р-08

### Танки
Загалом, за час існування УПА, бійці мали в своєму арсеналі 7—9 танків. В це число входять як саморобні танки (на базі тягача СТЗ-5 та корпусу Т-26), цей танк був захоплений поляками в грудні 1943 року, так і трофейні танки Третього рейху і Червоної армії.

### Авіація
За деякими джерелами в арсеналі УПА знаходилось до 3 літаків.
На початку 1944 року, бійці УПА захопили німецький літак Messerschmitt Bf 109, зафарбували німецькі пізнавальні знаки і нанесли тризуб. Пілот з псевдонімом «Літун» здійснив на ньому політ з Калуша в район міста Долина. Після посадки літак був знищений.
Також, крім цього випадку, існували легкі шпигунські літаки УПА, як саморобні так і трофейні. Наприклад у боях з німецькими окупантами бійцями УПА був захоплений літак Gotha Go 145, він використовувався як зв'язковий літак. За свідченнями очевидців, наземне обслуговування літака проходило досить цікаво: оскільки УПА не мало своїх постійних аеродромів, то після завершення бойового вильоту літак частково розбирався і добре маскувався. За архівними даними, у 1947 році військами НКВС було захоплено в боях з УПА два радянські літаки По-2.

## Зв'язок
Для передачі кореспонденції, та підпільної преси, використовувалась естафета, маршрути якої проходили по віддалених місцях від населених пунктів. Зрідка естафету використовували для переведення окремих підрозділів, керівників на нове місце дислокації чи служби. Для зв'язку також використовувались захоплені у боях радіостанції. Після передачі повідомлення радіостанцією необхідно було негайно змінювати місце знаходження адже сигнал радіостанції пеленгувався. Обслуговування радіостанцій і їх ремонт в польових умовах вимагав неабиякої винахідливості та вмінь. Але через відсутність людей які володіли радіо справою використання радіостанцій не набуло масового характеру.

## Вибухові роботи
Для знищення комунікацій противника (мостів, кабельні лінії зв'язку, рухомого складу, дорожнього чи залізничного полотна) нападів на відділення НКВД, використовувались вибухові матеріали, детонатори. Проте через їх брак доводилось виконувати ці роботи інколи вручну: спилювати стовпи, розбирати дерев'яні мости, тощо.